# Live Magic
Live Magic este un album live al trupei engleze de rock Queen . A fost înregistrat live în timpul turneului european Magic Tour și lansat pe 1 decembrie 1986 . Cu toate acestea în Statele Unite a fost lansat abia în August 1996 . A fost criticat de către fani datorită scurtării drastice ale unor melodii . De exemplu partea de operă din "Bohemian Rhapsody" a fost înlăturată iar "I Want to Break Free" a fost redusă la doar o strofă și refren . Fanii Queen consideră Live at Wembley '86 un album mult mai reușit și complet pentru o prestație în concert .

## Tracklist

### Disc 1
1. "One Vision" ( Queen ) (5:09)
2. "Tie Your Mother Down" ( May ) (2:59)
3. "Seven Seas of Rhye" ( Mercury ) (1:21)
4. "A Kind of Magic" ( Taylor ) (5:29)
5. "Under Pressure" ( Queen , Bowie ) (3:49)
6. "Another One Bites The Dust" ( Deacon ) (5:50)

### Disc 2
1. "I Want to Break Free" ( Deacon ) (2:40)
2. "Is Thos The World We Created?" ( Mercury/May ) (1:34)
3. "Bohemian Rhapsody" ( Mercury ) (4:42)
4. "Hammer to Fall" ( May ) (5:20)
5. "Radio Ga Ga" ( Taylor ) (4:27)
6. "We Will Rock You" ( May ) (1:33)
7. "Friends Will Be Friends" ( Mercury/Deacon ) (1:09)
8. "We Are The Champions" ( Mercury ) (2:01)
9. "God Save the Queen" ( Trad. aranjament May ) (1:19)

## Componență
- Freddie Mercury - voce , pian
- Brian May - chitară , voce , pian
- Roger Taylor - tobe , voce
- John Deacon - bas